# Joseph Teschner
Joseph Teschner (ur. 13 października 1845 w Barczewie, zm. 10 maja 1923 we Fromborku) – niemiecki duchowny katolicki, proboszcz i archiprezbiter w Olsztynie, kanonik warmiński.

## Życiorys

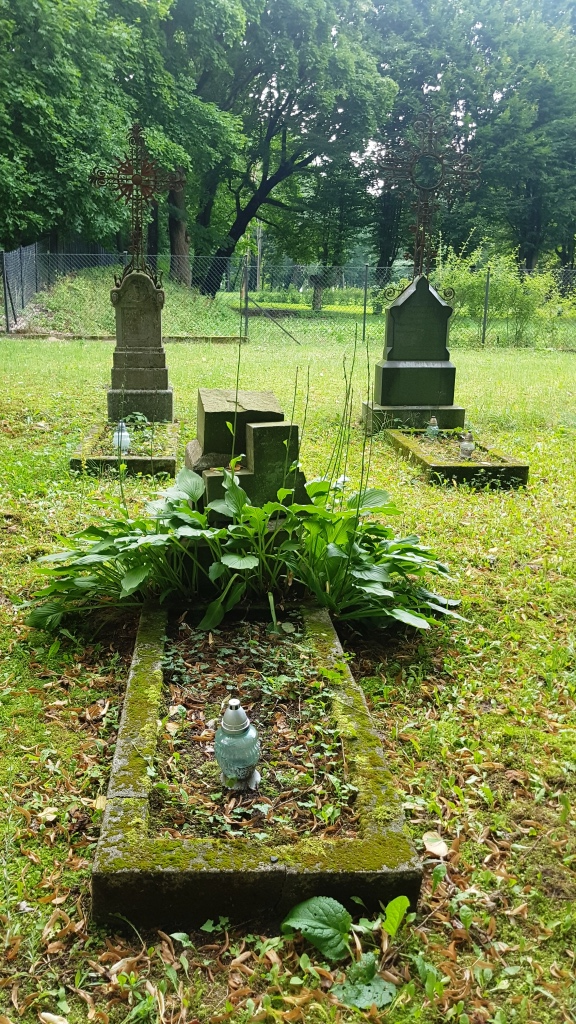
Zniszczony grób Josepha Teschnera

Był synem posiadacza ziemskiego Franciszka i Elżbiety z domu Politt. Uczęszczał do gimnazjum reszelskiego, następnie braniewskiego, gdzie w 1865 zdał maturę. Naukę kontynuował w seminarium duchownym w Braniewie, 1 sierpnia 1869 przyjmując święcenia kapłańskie. Pierwszą wyznaczoną mu placówką duszpasterską był wikariat w Olsztynie, w jedynej wówczas funkcjonującej w mieście parafii katolickiej – św. Jakuba, kierowanej przez ks. Augustyna Karaua. 3 stycznia 1887 został mianowany kuratusem w Pasymiu i niebawem także dziekanem dekanatu mazurskiego. W lipcu 1889 przeszedł na probostwo w Klebarku Wielkim, gdzie z powodzeniem zajął się budową nowego kościoła.

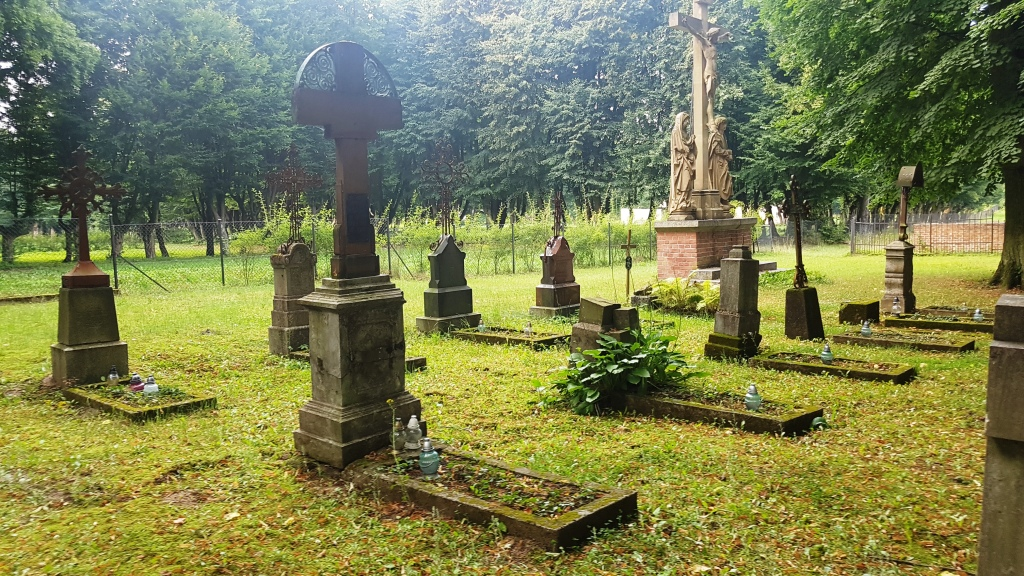
Grób Josepha Teschnera na cmentarzu kapitulnym we Fromborku (pierwszy rząd, drugi od lewej)

11 sierpnia 1897 został proboszczem parafii św. Jakuba w Olsztynie i archiprezbiterem olsztyńskim. Przyczynił się do powstania dwóch nowych parafii olsztyńskich – Najświętszego Serca Jezusowego i św. Józefa, był też zaangażowany w budowę świątyń dla obu parafii. W uznaniu zasług dla kościoła warmińskiego 14 grudnia 1905 wyniesiony został do godności kanonika honorowego, a 5 czerwca 1913 kanonika rzeczywistego kapituły we Fromborku. Był także odznaczony Orderem Orła Czerwonego III i IV klasy.
W pracy duszpasterskiej, podobnie jak większość duchownych warmińskich tamtych czasów, posługiwał się również językiem polskim. Zmarł 10 maja 1923 we Fromborku, pochowany został na tamtejszym cmentarzu kapitulnym.